# Salamis amarantha
Salamis amarantha är en fjärilsart som beskrevs av Butler 1869. Salamis amarantha ingår i släktet Salamis och familjen praktfjärilar. Inga underarter finns listade i Catalogue of Life.

## Bildgalleri

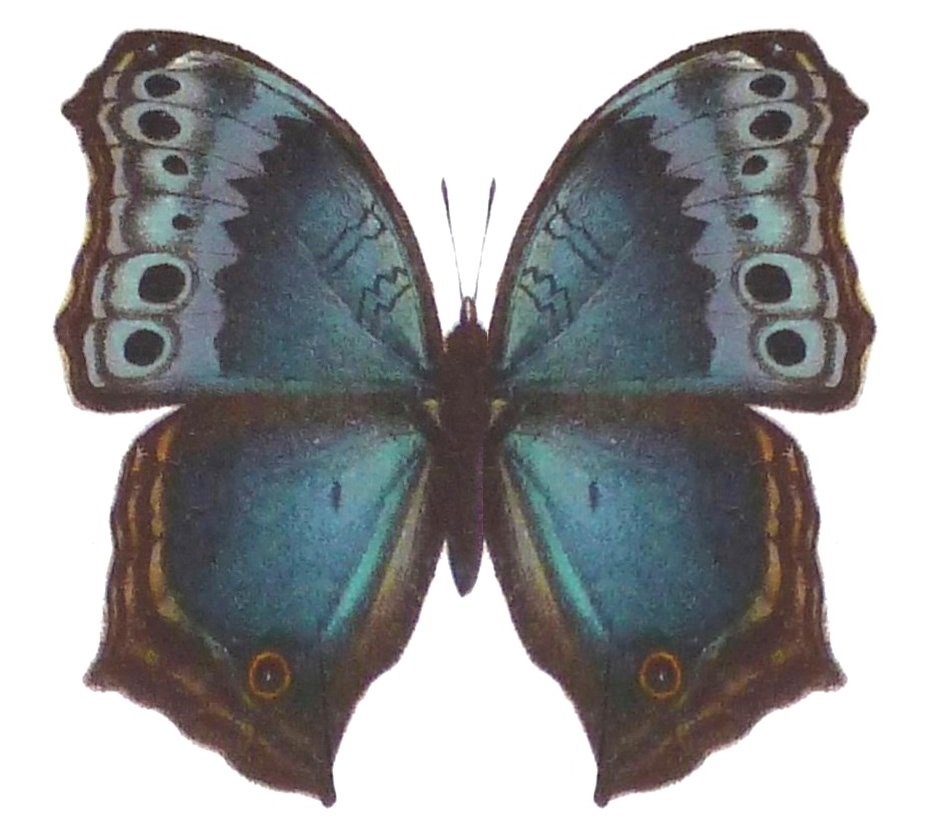